# US Open 2017 - Quad singolare
Dylan Alcott era il detentore del titolo, ma è stato eliminato nel girone round robin.
David Wagner ha vinto il titolo sconfiggendo in finale Andrew Lapthorne con il punteggio di 7-5, 3-6, 6-4.

## Tabellone

### Legenda
| - Q = Qualificato - WC = Wild card - LL = Lucky loser | - ALT = Alternate - SE = Special Exempt - PR = Protected Ranking | - w/o = Walkover - r = Ritirato - d = Squalificato |

### Finale
|  | Finale           |                  |   |   |   |  |
|  |                  |                  |   |   |   |  |
|  | David Wagner     | David Wagner     | 7 | 3 | 6 |  |
|  | Andrew Lapthorne | Andrew Lapthorne | 5 | 6 | 4 |  |

### Round robin
|    |                  | D Wagner         | D Alcott         | A Lapthorne | B Barten | RR V–S | Set V–S | Game V–S | Posizione |
|    | David Wagner     |                  | 7–6(4), 5–7, 2–6 | 6–2, 6–4    | 6–2, 6–1 | 2–1    | 5–2     | 38–28    | 1         |
|    | Dylan Alcott     | 6(4)–7, 7–5, 6–2 |                  | 4–6, 1–6    | 6–2, 7–5 | 2–1    | 4–3     | 37–33    | 3         |
|    | Andrew Lapthorne | 2–6, 4–6         | 6–4, 6–1         |             | 7–5, 6–2 | 2–1    | 4–2     | 31–24    | 2         |
| WC | Bryan Barten     | 2–6, 1–6         | 2–6, 5–7         | 5–7, 2–6    |          | 0–3    | 0–6     | 17–38    | 4         |

La classifica viene stilata in base ai seguenti criteri: 1) Numero di vittorie; 2) Numero di partite giocate; 3) Scontri diretti (in caso di due giocatori pari merito); 4) Percentuale di set vinti o di game vinti (in caso di tre giocatori pari merito); 5) Decisione della commissione